# Бжешче
Бжѐшче (на полски: Brzeszcze) е град в Южна Полша, Малополско войводство, Ошвенчимски окръг. Административен център на градско-селската Бжешченска община. Заема площ от 19,04 км2.

## Население
Според данни от полската Централна статистическа служба, към 1 януари 2014 г. населението на града възлиза на 11 637 души. Гъстотата е 611 души/км2.